# Peter Dolfen
Peter James Dolfen (Hartford, Connecticut, 21 de maig de 1880 - East Longmeadow, Massachusetts, 31 de maig de 1947) va ser un tirador estatunidenc que va competir a començaments del segle xx.
El 1912 va prendre part en els Jocs Olímpics d'Estocolm, on disputà tres proves del programa de tir. Guanyà la medalla d'or en la prova de pistola militar per equips i la de plata en pistola lliure individual. En la prova de pistola de foc fou setzè.